# 雅棉话
雅棉话，又稱 雅棉小片 ， 雅甘小片 ，得名于雅安市与石棉县或甘洛縣。属西南官话西南官話西蜀片下分支方言。分佈在四川西部，主要包含雅安市的雨城区、蘆山、石棉、名山、天全、寶興、漢源及甘孜州的泸定 。特点是古入声归阴平，古平声浊母字部分混入阳平。

## 研究歷史
1940年（民国二十九年），中央研究院歷史語言研究所调查了四川省的汉语方言，因当时雅安大部分地区、泸定（时归雅安县管辖）所属的西康省未纳入调查范围，故未收集到此片区的语音材料。
在1956年全国方言普查中，四川大学方言调查工作组注意到此片区入声派入阴平的特点，并将调查结果写入《四川方言音系》。
1986年，学者黄雪贞《西南官话的分区（稿）》中正式将此片区命名爲雅棉小片。
2009年出版的新版《中國語言地圖集》中將此片區命名為雅甘小片, 主要採取了李藍的研究成果
不过，对雅甘小片方言的关注和研究至今不多，公开出版或发表的学术成果仍较为罕见。

## 形成渊源
雅棉话所在的八县区地處四川盆地西緣和川西高原地帶，被夾金山、二郎山、貢嘎山等山脈包圍，對外交通不便，因此長期只能內部互通。

## 音系

### 聲母
部分地区/t//t'/母读/tɕ//t'ɕ/，如在天全、卢山等地“点”读/tɕiɛ/，“天”字读/t'ɕiɛ/。